# 255 î.Hr.

## Nașteri
- dată necunoscută: Publius Cornelius Scipio  (d. 211 î.Hr.)
- dată necunoscută: Xu Fu  (d. ?)